# Gens Iunia
Die gens Iunia (deutsch Junier, lateinisch auch Iunii) waren eine bedeutende Familie (gens) im alten Rom. Seit der mittleren Republik sind sie als plebejisches Geschlecht bekannt, das sich auf patrizische Iunii zu Beginn der Republik zurückführte, deren Existenz in der modernen Forschung allerdings angezweifelt wird.

## Herkunft und Familienzweige
Der Name Iunius leitet sich von der Göttin Juno, eventuell auch vom Monat Iunius (Juni) ab. Als mythischen Ahnherrn sahen die Iunii einen gleichnamigen Gefährten des Aeneas an.
Der bekannteste Zweig der Familie waren die Iunii Bruti. Daneben waren die Iunii Silani bedeutend, deren Beiname Silanus sich wohl vom Gebirgswald Sila auf der südwestlichen Halbinsel Unteritaliens (heute Kalabrien) herleitet – vielleicht stammte diese Familie ursprünglich aus dieser Gegend –, eventuell auch vom griechischen Silenos. Während der Zweig der Iunii Bruti zum Ende der Republik erlosch, erlangten die Iunii Silani vor allem unter den julischen und claudischen Kaisern größere Bedeutung.
Wichtige Anzeichen deuten auf eine frühe Verbindung der Junier mit dem Christentum. Im Jahre 49 wurden von Claudius Juden und Christen aus Rom ausgewiesen. Die einzigen Verbannungen, die Tacitus für dieses Jahr erwähnt, betreffen Iunia Calvina und Lollia. Auch wurden unter Nero mehrere Mitglieder der gens Iunia wegen fremden Aberglaubens oder Blutschande angeklagt, was vielleicht nur die zeitgenössischen Vorurteile gegen die junge Religion widerspiegelt. In welcher Beziehung zur römischen gens die berühmte Apostelin Iunia steht, die von Paulus in seinem um das Jahr 55 verfassten Römerbrief gegrüßt wird, lässt sich aufgrund der Vielzahl der Namensträger nicht mehr feststellen.

## Bekannte Namensträger

### Iunii Bruti
- Lucius Iunius Brutus: sagenhafter Begründer der römischen Republik (erster Konsul, 509 v. Chr.)

- Iunia (?) (bei Eusebius „Sunia“), Vestalin, 472 wegen Unkeuschheit verurteilt

- Decimus Iunius Brutus Scaeva (Konsul 325 v. Chr.), bedeutender Plebejer

- Decimus Iunius Brutus Scaeva (Konsul 292 v. Chr.)

-  ? Decimus Iunius Brutus Pera († 264 v. Chr.), zu dessen Ehren die ersten Gladiatorenfestspiele erfolgten

- Decimus Iunius Pera, römischer Konsul 266 v. Chr. und Zensor 253 v. Chr.

- Marcus Iunius Pera, römischer Konsul 230 v. Chr., Zensor 225 v. Chr., Diktator 216 v. Chr.

- Gaius Iunius Bubulcus Brutus, Konsul 317, 313 und 311 v. Chr., Diktator 302 v. Chr.

- Gaius Iunius Bubulcus Brutus, Konsul 291 und 277 v. Chr.

-  ? Publius Iunius Brutus (Prätor 190 v. Chr.)

-  ? Marcus Iunius Brutus (Konsul 178 v. Chr.)

- Marcus Iunius Brutus (Prätor ca. 140 v. Chr.), Mitbegründer der römischen Rechtswissenschaft, Vater des

- Marcus Iunius Brutus, nach 114 v. Chr. als Ankläger bekanntgeworden

-  ? Marcus Iunius Brutus (Prätor 88 v. Chr.) († 82 v. Chr.)

-  ? Marcus Iunius Brutus († 77 v. Chr.), Gatte der Servilia, Vater des gleichnamigen Cäsarmörders

- Marcus Iunius Brutus, Haupt der Verschwörung gegen Gaius Iulius Caesar

- Decimus Iunius Brutus Callaicus (Konsul 138 v. Chr.), jüngerer Bruder des Marcus Iunius Brutus (Prätor ca. 140 v. Chr.), Gatte der Clodia, seit spätestens 129 Augur, Vater des

- Decimus Iunius Brutus (Konsul 77 v. Chr.) (* um 120; † nach 63 v. Chr.), Gatte der Sempronia
-  ? Iunia, Gattin des Gaius Claudius Marcellus (Prätor 80 v. Chr.), Mutter des gleichnamigen Konsuls 50 v. Chr.

-  ? Lucius Iunius Brutus Damasippus (Prätor 82 v. Chr.)

-  ? Decimus Iunius Brutus Albinus (* um 81; † 43), von einem Postumius Albinus adoptiert; einer der Verschwörer gegen Caesar

-  ? Iunia (* um 170; † 91)

### Iunii Silani

#### Älteste Namensträger
(Filiation meist ungesichert)
- Marcus Iunius Silanus (Prätor 212 v. Chr.)

- Marcus Iunius Silanus (Präfekt) († 196 v. Chr.)

- Marcus Iunius (Münzmeister) um 137–134 v. Chr., eventuell identisch mit
- Marcus Iunius Silanus (Konsul 109 v. Chr.)

- Marcus Iunius Silanus (Münzmeister) um 108/107 v. Chr.

- Decimus Iunius Silanus, Konsul 62 v. Chr., Gatte der Servilia

- Iunia Prima, Gattin des Statthalters von Asia Publius Servilius Vatia Isauricus
- Iunia Secunda, Gattin des späteren Triumvirn Marcus Aemilius Lepidus
- Iunia Tertia (* ca. 70 v. Chr.; † 22 n. Chr.), Gattin des Caesarmörders Gaius Cassius

#### Jüngere Namensträger
(Filiation zumeist gesichert)
- Decimus Iunius Silanus, gen. 146 v. Chr.[4]

- Decimus Iunius Silanus (Münzmeister), ca. 90/89 v. Chr., Sohn des Lucius Iunius Silanus,

- Marcus Iunius Silanus (Prätor 77 v. Chr.), prokonsularischer Quaestor von Asia

- Marcus Iunius Silanus (Konsul 25 v. Chr.) (= PIR² I 830)

- Marcus Iunius Silanus (= PIR² I 831)

- Marcus Iunius Silanus Torquatus (= PIR² I 839)

- Marcus Iunius Silanus (Konsul 46) (= PIR² I 833)

- Lucius Iunius Silanus Torquatus (= PIR² I 838)

- Decimus Iunius Silanus Torquatus (= PIR² I 837)
- Lucius Iunius Silanus (Prätor 48) (Verlobter der Octavia) (= PIR² I 829)
-  ? Iunia Lepida (= PIR² I 861), Gattin des Gaius Cassius (Suffektkonsul 30), oder Iunia Silana (= PIR² I 864)
- Iunia Calvina (= PIR² I 856)

- Lucius Silanus (= PIR² I 827), Sohn des Marcus Iunius Silanus (Prätor 77 v. Chr.)

-  ? Lucius Silanus (= PIR² I 828)

-  ? Gaius Silanus (= PIR² I 824), vielleicht Sohn des Marcus Iunius Silanus (Prätor 77 v. Chr.)

- Gaius Iunius Silanus (Konsul 10) (= PIR² I 825)

-  ? Gaius Appius Iunius Silanus (Konsul 28) (= PIR² I 822)

- Marcus Iunius Silanus (Konsul kurz vor 56) (= PIR² I 834)

- Decimus Silanus (= PIR² I 826)

- Decimus Silanus Gaetulicus (= PIR² I 835)

- Marcus Iunius Silanus Lutatius Catulus (= PIR² I 836)

- Marcus Iunius Silanus (Suffektkonsul 15) (= PIR² I 832)

- Iunia Claudilla, Gattin Caligulas (= PIR² I 857)
-  ? Iunia Silana (= PIR² I 864)

- Iunia Torquata (Vestalin) (= PIR² I 866)

-  ? Gaius Silanus, vielleicht Sohn des Decimus Iunius Silanus (Münzmeister), Vater des

- Gaius Iunius Silanus (Konsul 17 v. Chr.) (= PIR² I 823)

### Iunii Blaesi
- Quintus Iunius Blaesus (Suffektkonsul 10)

- Quintus Iunius Blaesus (Suffektkonsul 28)

Iunius Blaesus, Statthalter von Gallia Lugdunensis, 69 von Vitellius vergiftet.

### Iunii Penni
- Marcus Iunius Pennus, römischer Stadtprätor 201 v. Chr.

- Marcus Iunius Pennus, römischer Konsul 167 v. Chr.

- Marcus Iunius Pennus, römischer Volkstribun 126 v. Chr. und Ädil

### Weitere Cognomina
- Lucius Iunius Gallio, Senator, Rhetor, adoptierte

- L. Iunius Gallio Annaeanus (Suffektkonsul 56), einen Bruder Senecas, ursprünglicher Name Lucius Annaeus Novatus

- (D.?) Iunius Paetus (Suffektkonsul 127)

- D. Iunius Paetus (Suffektkonsul 145)

- Q. Iunius Marullus (Suffektkonsul 62)
- L. Iunius Q. Vibius Crispus (74 zum zweiten Mal Konsul, 83 zum dritten Mal)
- D. Iunius Novius Priscus (Konsul 78)
- T. Iunius Montanus (Suffektkonsul 81)
- Iunius Rusticus (Senator, der auf Befehl des Tiberius die Senatsakten führte)

- Quintus Iunius Arulenus Rusticus (Suffektkonsul 92), Sohn oder Enkel des vorigen

- Q. Iunius Rusticus (Suffektkonsul 133, Konsul 162), Enkel des vorherigen

- Iunius Mauricus (Senator und Bruder des Iunius Arulenus Rusticus), RE:95

- Iunius Mauricus (Senator, Praetor fideicommissarius (?)), Sohn des vorigen

- Marcus Iunius Homullus (Suffektkonsul 102)
- D. Iunius Iuvenalis († nach 127), Satiriker
- M. Iunius Homullus (Suffektkonsul 102)

* M. (Iunius Homullus ?) (Suffektkonsul 128)
- M. Iunius Mettius Rufus (Suffektkonsul 128)
- C. Iunius Serius Augurinus (Konsul 132)
- Quintus Iunius Calamus (Suffektkonsul 143)
- A. Iunius Rufinus (Konsul 153)

- M. Iunius Rufinus Sabinianus (Konsul 155)

- A. Iunius Pastor (Konsul 163)
- C. Iunius Donatus (260 zum zweiten Mal Konsul)
- Iunius Veldumnianus (Konsul 272)
- C. Iunius Tiberianus (Konsul 281 und 291)
- M. Iunius Maximus Konsul (286 zum zweiten Mal Konsul)
- M. Iunius Caesonius Nicomachus Anicius Faustus Paulinus (298 zum zweiten Mal Konsul)
- Iunius Annius Bassus (Konsul 331)
- Fl. Iunius Quartus Palladius (Konsul 416)
- Aulus Iunius Rufinus (Konsul 153)
- Decimus Iunius Paetus (Suffektkonsul 145)
- Gaius Iunius Avitus, Offizier (Kaiserzeit)
- Gaius Iunius Faustinus Placidus Postumianus, römischer Statthalter
- Gaius Iunius Flavianus, Offizier (Kaiserzeit)
- Kanus Iunius Niger (Konsul 138), römischer Konsul
- Kanus Iunius Niger (Statthalter), römischer Statthalter
- Lucius Iunius Caesennius Paetus (Konsul 61), römischer Konsul
- Lucius Iunius Caesennius Paetus (Konsul 79), römischer Suffektkonsul
- Lucius Iunius Pullus, römischer Konsul im Jahr 249 v. Chr.
- Lucius Iunius Victorinus Flavius Caelianus, römischer Statthalter (Kaiserzeit)
- Marcus Iunius Claudianus, Offizier (Kaiserzeit)
- Quintus Iunius Calamus (Konsul 143)
- Tiberius Iunius Iulianus (Suffektkonsul 142)
- Tiberius Iunius Quadratus, römischer Ritter (Kaiserzeit)
- Titus Iunius Montanus, römischer Suffektkonsul 81
- Titus Iunius Severus (Konsul 154), römischer Suffektkonsul (154)
- Titus Iunius Severus (Präfekt), Präfekt der Cohors IIII Dalmatarum
- Gaius Iunius Serius Augurinus, römischer Konsul 132

Andere Cognomina der Familie der Iunii lauten:
Iunius Avitus; I. Cilo (Chilo); I. Congus; I. (Moderatus) Columella; I. Crassus; I. Diophantus; I. (Caturicus) Faustinus; I. Nipsus; I. Otho; I. Pennus; I. Philargyrius; I. Pullus; I. Saturninus; I. Seleucus; I. Septimius Verus; I. Serius Augurinus; I. Tadius; I. Valerius; I. Vestinus; I. Vibius Crispus; I. Victorinus, I. Vir...; etc.